# هاردل میلز (کارولینای شمالی)
هاردل میلز (به انگلیسی: Hurdle Mills) یک منطقهٔ مسکونی در ایالات متحده آمریکا است که در شهرستان پرسون، کارولینای شمالی واقع شده‌است. هاردل میلز ۱۸۷٫۱۵ متر بالاتر از سطح دریا واقع شده‌است.